# 常陸津田駅
常陸津田駅（ひたちつだえき）は、茨城県ひたちなか市大字津田字西山にある、東日本旅客鉄道（JR東日本）水郡線の駅である。

## 歴史
- 1935年（昭和10年）9月1日：国有鉄道の駅として開業[2]。片町線の津田駅との区別から常陸津田駅となった。旅客のみ取扱い[3]。
- 1944年（昭和19年）11月11日：前日限りで運輸営業休止[4]。
- 1953年（昭和28年）2月1日：営業再開[2]。気動車の旅客のみを取り扱う駅員無配置駅[5]。
- 1987年（昭和62年）4月1日：国鉄分割民営化により、JR東日本の駅となる[2]。
- 2001年（平成13年）5月8日：簡易型自動券売機設置[6]。

## 駅構造
単式ホーム1面1線を有する地上駅。水郡線統括センター（上菅谷駅）管理の無人駅。自動券売機が設置されている。券売機設置当初は東京山手線内も発売したが、着駅での自動改札機でトラブルが多発した等の事由により、現在は購入できない。
列車運行状況や現在地を知らせるための簡易電子掲示板が待合室に設置されている。
ホームが湾曲している構造のため、ホーム上には乗務員用ホーム確認モニターが4基設置されており、ワンマン運転時以外の車内自動放送では、列車とホームの間が空いている箇所があるので気を付ける旨、注意のアナウンスが流れる。

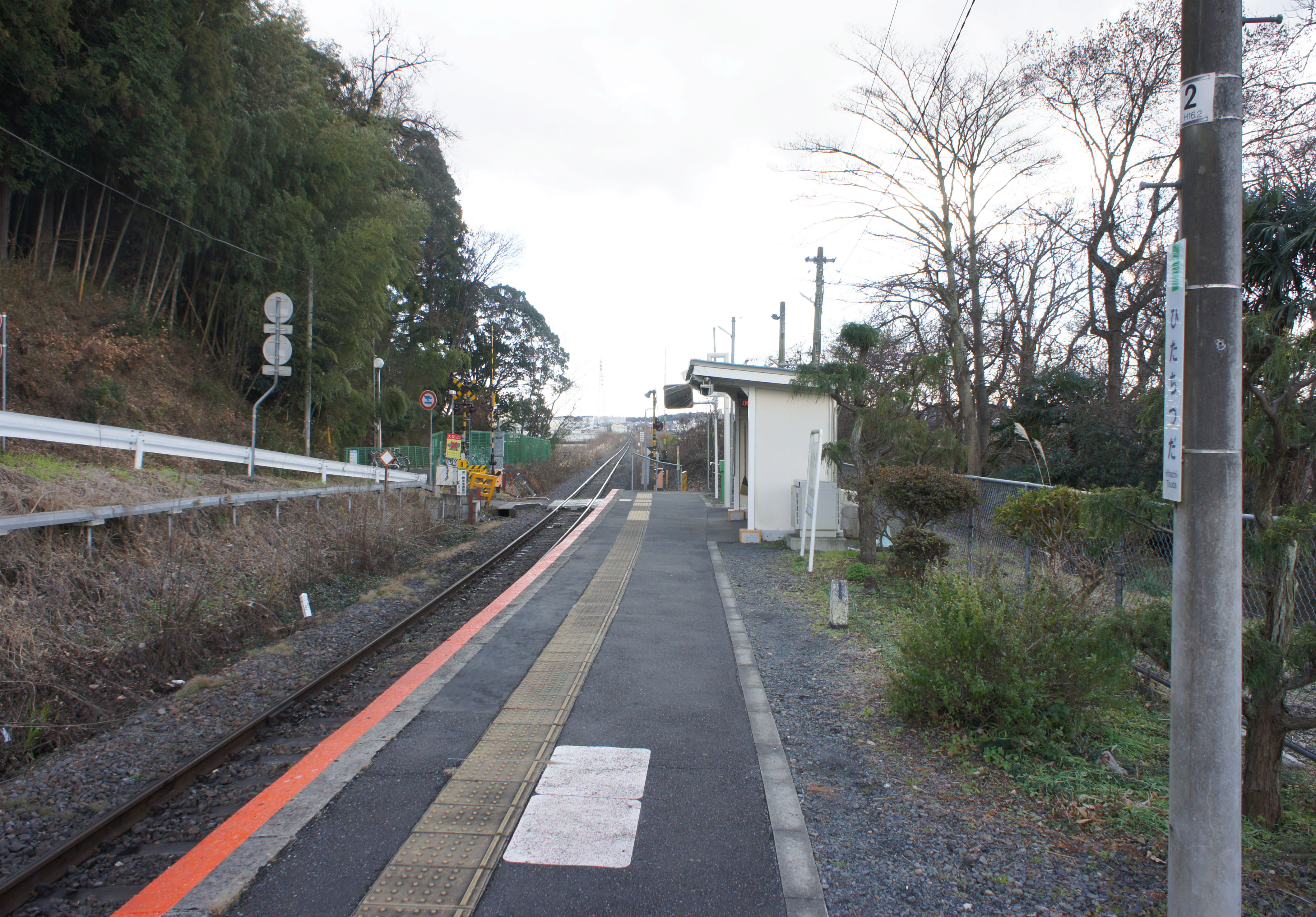
ホーム（2021年12月）
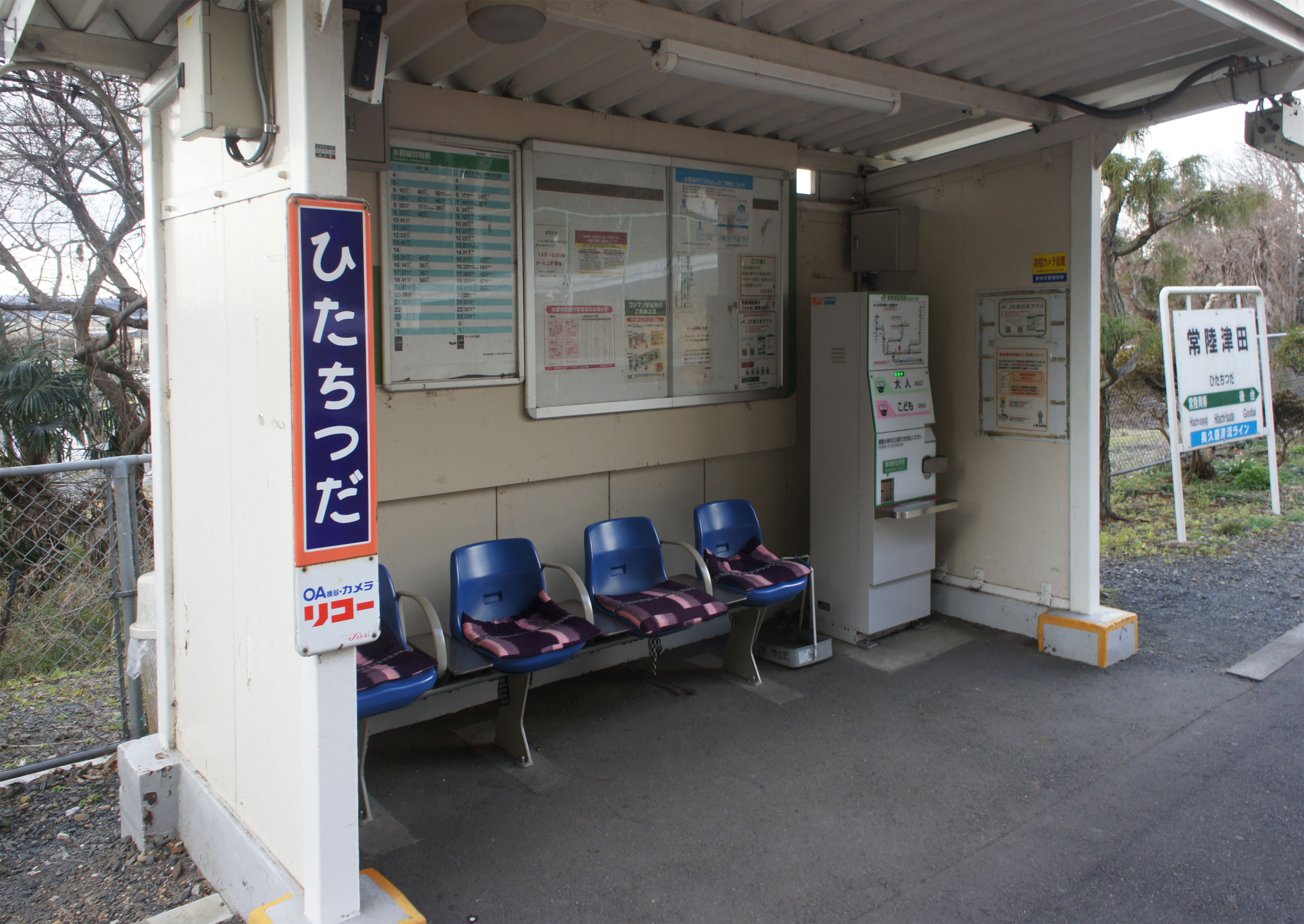
待合室（2021年12月）

## 利用状況
- 2009年の乗車人員は1日平均268人であった[注釈 1]。

| 年度   | 一日平均 乗車人員 |
| ------ | ----------------- |
| 2006年 | 249               |
| 2007年 | 248               |
| 2008年 | 260               |
| 2009年 | 268               |

## 駅周辺
駅はひたちなか市に設置されているが、駅出入口のすぐそばにひたちなか市、水戸市および那珂市の三重市境界点が存在する。駅ホームから遠目に国道が1本見える他は、住宅地が3市に跨って広がっている。
また、駅のそばに市営の無料駐輪場が設置されている。駐輪場の設置場所及び設置自治体はひたちなか市である。
- 勝田津田郵便局
- 那珂中台簡易郵便局
- 国道349号

## 隣の駅
東日本旅客鉄道（JR東日本）
■水郡線
常陸青柳駅 - 常陸津田駅 - 後台駅